# Municipio Buroz
Buroz es uno de los 21 municipios que conforman el estado Miranda. La jurisdicción se encuentra en la región de Barlovento. Posee una superficie de 198 km² y según estimaciones del INE su población para el año 2023 es de 25 515  habitantes. Su capital es Mamporal.

## Historia
En sus orígenes, el territorio que actualmente conforma el municipio estuvo vinculado al antiguo Distrito Brión (hoy Municipio Brión), del cual formaba parte como una de sus jurisdicciones dependientes.
El 28 de febrero de 1974, la localidad fue elevada a la categoría de municipio foráneo, conservando su adscripción al Distrito Brión, pero obteniendo un estatus administrativo intermedio, en consonancia con la normativa político-territorial de la época.
Posteriormente, en el contexto de las reformas descentralizadoras impulsadas en el país, logró su separación definitiva en 1991, con la conformación oficial como municipio autónomo. Un año más tarde, se celebraron las primeras elecciones municipales, y el 4 de enero de 1993, las autoridades electas tomaron posesión formal de sus cargos.
El primer alcalde del municipio fue Elpidio Echenique, figura que marcó el inicio del período de autogobierno local en esta nueva etapa institucional.

## Geografía
El Municipio Buroz se encuentra en la subregión de Barlovento Estado Miranda, el principal curso de agua del municipio es el contaminado río Tuy, que hace del territorio una llanura, parte de la cual es cenagosa.

### Límites
- Al norte: Municipio BRIÓN
- Al sur: Municipio ANDRÉS BELLO Y ACEVEDO
- Al este: Municipio ANDRÉS BELLO
- Al oeste: Municipio ACEVEDO

## Parroquias
1. Parroquia Mamporal

## Economía
El municipio Buroz se caracteriza por ser uno de los principales productores de Cacao en el sector barloventeño que junto con la producción del Plátano se convierten en los cultivos frutales y/o semi permanentes más importantes del municipio. Por otra parte, los rubros de ciclo corto de mayor producción son el Ñame y la Yuca. Con respecto a la actividad pecuaria, la ganadería avícola y bovina son las que se desarrollan con más fuerza dentro del municipio.

## SIMBOLOS PATRIOS MUNICIPALES
RESEÑAS DE SÍMBOLOS PATRIOS DEL MUNICIPIO AUTÓNOMO EULALIA BUROZ
Los símbolos patrios del municipio Buroz (Mamporal), estado Miranda, fueron decretados el 4 de marzo de 2022. Esto incluye el escudo y la bandera del municipio. El proceso se inició con un concurso que involucró a estudiantes de instituciones educativas locales, como parte de un esfuerzo por dotar al municipio, que fue elevado a esta categoría en 1992, de símbolos propios.
ESCUDO DEL MUNICIPIO AUTÓNOMO EULALIA BUROZ
El Escudo de Armas Municipal está conformado por dos cuarteles en su parte superior y uno en la parte inferior. 
El cuartel izquierdo se encuentra la imagen del manantial de Santo Domingo de Guzmán con un sol radiante, árboles y plantas que representa el monumento natural que posee Mamporal, los cuerpos de agua de Buroz y su vegetación.
En el cuartel derecho posee un Riqui Riqui, la imagen de un hombre rodeado de instrumentos musicales que representan parte de la cultura del municipio. 
El cuartel central se encuentran las imágenes de nuestra heroína Eulalia Buroz y  de nuestra matrona y partera Cirila Vega como muestra de las mujeres aguerridas de nuestro Municipio. 
A los lados encontramos una planta de Mapora por el cual lleva el nombre nuestra única parroquia Mamporal en degradación del Castellano (Maporal lugar donde hay muchas Maporas) y al otro lado una planta cargada de cacao, como símbolo de nuestra agricultura y parte de las actividades económicas que se desarrollan en el Municipio.
En la parte inferior se encuentra una batea de madera muy usada en las actividades de recolección en la agricultura del pueblo Burocense el cual contiene: plátanos, cambures, jobo, merey, mango y maíz como representación de los frutos propios de las comunidades de este municipio; así como también una cinta con la frase insigne: "viva la patria muerte a los tiranos"... El cual fue dicha por nuestra heroína Eulalia Ramos Sánchez de Chamberlain en la casa fuerte de la Ciudad de Barcelona en el momento antes de ser fusilada.
Creador: Neiker Aarón Hernández. 
Institución: Unidad Educativa Almirante Luis Brión
LA BANDERA DEL MUNICIPIO AUTÓNOMO EULALIA BUROZ
La Bandera Municipal está conformada por los colores Amarillo, Rojo y Verde, compuesta por 3 franjas que representan las 3 plazas más emblemáticas que posee la parroquia: la Plaza Bolívar, La Plaza Buroz y La Plaza Cirila Vegas.
Primera franja de color amarillo que representa el sol radiante que ilumina nuestro Municipio y calienta la piel de sus habitantes.
La Franja Roja: la sangre derramada por nuestra heroína Eulalia Buroz en la casa Fuerte en Barcelona para la libertad de la Patria.
La tercera franja de color verde que representan el túnel vegetal significativo pulmón vegetal y parte de la identidad de nuestro Pueblo Burocense,  además de representar a todas las hectáreas de tierras productivas que poseemos.
En el centro tiene 4 estrellas que representan los cuatros ejes que conforman el municipio Eulalia Buroz.
Creadores: Jofiel González de 9 años, Joise Padrón de 9 años, Maria Lopez de 14 años. 
Institución: Instituto de Educación Especial Esperanza de Buroz
HIMNO MUNICIPIO AUTÓNOMO EULALIA BUROZ
Decretado como himno municipal el 12 de febrero de 2023 por el alcalde Johan Eduardo Castro Palacios.
¡Oh! Salve, expresión de saludo para los Reyes y Reinas en tiempo de Cristo, hoy le damos a estas   tierras de Indios Tomuzas, éste majestuoso saludo por ser los originarios pobladores de Los Valles de Mamporal; por donde Bolívar pasó, cuando la emigración a Oriente, nos iluminan un sol radiante y una clara luna, en esta tierra donde nació la heroína Eulalia Buroz.
Por lo consiguiente, en este espacio geográfico corrió la sangre de los Indios Tomuzas, pueblo que debe su nombre a una planta de la misma familia del chaguaramo, llamada Mapora que por su gran abundancia el pueblo se llamaba Maporal y luego los españoles le agregaron la letra "M". Por tal motivo en la primera estrofa se hace alusión a la grandiosa mapora de ponente, con el hecho que Mamporal siempre ha sido tambor y tierra del cacao, se deja escuchar con sus tambores y cacaotales, con su espacio natural emblemático como el manantial de Santo Domingo de Guzmán.
En su segunda estrofa se hace sentir la excelsa tierra de valentía donde hombres y mujeres lucharon por la elevación de Mamporal a Municipio Autónomo.
Finalmente, en tercera estrofa, se narran los hechos acaecidos en la Casa Fuerte de Barcelona donde Eulalia Ramos Sánchez al grito de " VIVA LA PATRIA y MUERAN LOS TIRANOS de inmortaliza.

HIMNO DEL MUNICIPIO EULALIA BUROZ
```
             
Coro:
 
       Oh! Salve tierra Tomuza
       por donde Bolívar pasó,
          un radiante sol
          una clara luna
      la cuna de Eulalia Buroz.
               
                 
I

     Grandiosa mapora deponente
   con sus tambores y cacaotales
y en las dulces aguas de sus manantiales
      calman la sed sus moradores .
                
II

       Excelsa tierra de rebeldía
     y sus cuadrantes emancipadores,
   hombres y mujeres alzaron sus voces
        para lograr su autonomía.
                
III

    La historia en Oriente conmemora
  el libre grito de una mujer valiente,
  que viva la patria! en la Casa Fuerte
        de Mamporal a Barcelona.
```

Letra y Música por José Eloy Sánchez Machado.
Arreglo Musical Alexis Sánchez.

## Política y gobierno

### Alcaldes
| Período                            | Alcalde electo    | Partido político / Alianza | % de votos | Notas |
| ---------------------------------- | ----------------- | -------------------------- | ---------- | --- |
| 1992 - 1995                        | Elpidio Echenique | COPEI                      | 36,78      | Primer alcalde bajo elecciones directas |
| 1995 - 2000                        | Ramón Sierra      | AD                         | -          | Segundo alcalde bajo elecciones directas (se realizaron elecciones generales adelantadas en el 2000 debido a la aprobación de la Constitución de 1999) |
| 2000 - 2004                        | Ramón Gómez       | MAS                        | 27,62      | Tercer alcalde bajo elecciones directas |
| 2004 - 2008                        | Ramón Gómez       | PODEMOS                    | 67,73      | Reelecto |
| 2008 - 2013                        | Deivis Cáceres    | PSUV                       | 74,15      | Cuarto alcalde bajo elecciones directas (se postergan 1 año las elecciones municipales pautadas para finales del 2012)                                 |
| 2013 - 2017                        | Ramón Gómez       | JUAN BIMBA                 | 48,38      | Quinto alcalde bajo elecciones directas |
| 2017 - 2021                        | Yohan Ponce       | PSUV                       | 72,36      | Sexto alcalde bajo elecciones directas |
| 2021 - 2025                        | Johan Castro      | PSUV                       | 49,59      | Séptimo alcalde bajo elecciones directas |
| Fuente: Consejo Nacional Electoral |                   |                            |            | |

### Concejo Municipal
Período 2021 - 2025
| Concejales       | Partido político / Alianza |
| ---------------- | -------------------------- |
| Yolmary Arenas   | PSUV                       |
| Deinys López     | PSUV                       |
| José Solorzano   | PSUV                       |
| Grettel Alviarez | PSUV                       |
| Carlos Frias     | PSUV                       |
| Huver Curvelo    | FV                         |
| Yeisibeth Longa  | FV                         |